# Volleyball Nations League (herrar)
Volleyball Nations League är en årlig volleybolltävling för landslag arrangerad av FIVB sedan 2018. Tävlingen ersatte FIVB Volleyball World League.
Den första fasen av tävlingen är ett seriespel mellan de deltagande lagen (16 lag). De åtta bästa från denna fasen går vidare till finalspel (kvartsfinaler, semifinaler, match om tredjepris och final).

## Upplagor
| Upplaga                                           | Podium    | Podium    | Podium    |
| Upplaga                                           | Guld      | Silver    | Brons     |
| ------------------------------------------------- | --------- | --------- | --------- |
| 2018 mer information                              | Ryssland  | Frankrike | USA       |
| 2019 mer information                              | Ryssland  | USA       | Polen     |
| Tävlingen spelades inte 2020 p.g.a. Covidpandemin |           |           |           |
| 2021 mer information                              | Brasilien | Polen     | Frankrike |
| 2022 mer information                              | Frankrike | USA       | Polen     |
| 2023 mer information                              | Polen     | USA       | Japan     |
| 2024 mer information                              | Frankrike | Japan     | Polen     |
| 2025 mer information                              |           |           |           |

## Medaljörer
| Pos. | Lag       | Guld | Silver | Brons |
| ---- | --------- | ---- | ------ | ----- |
| 1    | Frankrike | 2    | 1      | 1     |
| 2    | Ryssland  | 2    | -      | -     |
| 3    | Polen     | 1    | 1      | 3     |
| 4    | Brasilien | 1    | -      | -     |
| 5    | USA       | -    | 3      | 1     |
| 6    | Japan     | -    | 1      | 1     |